# Оноре Мирабо
Оноре Габријел Риквети, гроф Мирабоа (фр. Honoré Gabriel Riqueti, comte de Mirabeau, Honoré-Gabriel Riqueti de Mirabeau; Бињон Мирабо, 9. март 1749 — 2. април 1791) је био француски политичар из периода Француске револуције, један од чланова Националне уставотворне скупштине.

## Биографија
Оноре Мирабо је дошао из племићке породице. Његов отац био је маркиз. Млади Оноре није волео свога оца јер га је послао у војску да служи као обичан војник. Уз сагласност краља, Мирабо је бачен у затвор због непослушности. Међутим, успео је да се домогне Холандије где је побегао заједно са својом љубавницом. Неколико месеци касније је ухапшен и депортован, заједно са љубавницом, у Француску. Из затвора је пуштен након интервенције свог оца. Вратио се у породичну кућу где је покушао да заснује брак. Постао је познат по својим говорима и као велики полемичар. Учествује у Скупштини сталежа као посланик трећег сталежа. Мирабо је ступио у јакобински клуб, али се након радикализације идеја јакобинаца повукао из њега. Године 1790. саветује краља Луја да побегне из Француске.
Мирабо се залаже за слободу сваког Француза, укидање ропства у колонијама, слободу говора, штампе, против је дискриминације Јевреја и протестаната. Оптужен је да тежи ка диктатури. Скупштина је 7. новембра 1789. године донела закон којим забрањује својим члановима да постану министри. Мирабо је, међутим, био присталица уставне монархије са краљем на челу извршне власти и правом вета. Желео је успоставити баланс између краљевске и парламентарне моћи и тако спречити доминацију краља или скупштине и могућу тиранију. Устав треба бити изнад свих других закона. Један је од састављача Декларације о правима човека и грађанина. Мирабо је умро 2. априла 1791. године у својој кући. Сахрањен је у Пантеону. Његови посмртни остаци избачени су током јакобинске диктатуре (1793) када је откривено да је био тајни саветник краља.